# San Biagio della Pagnotta

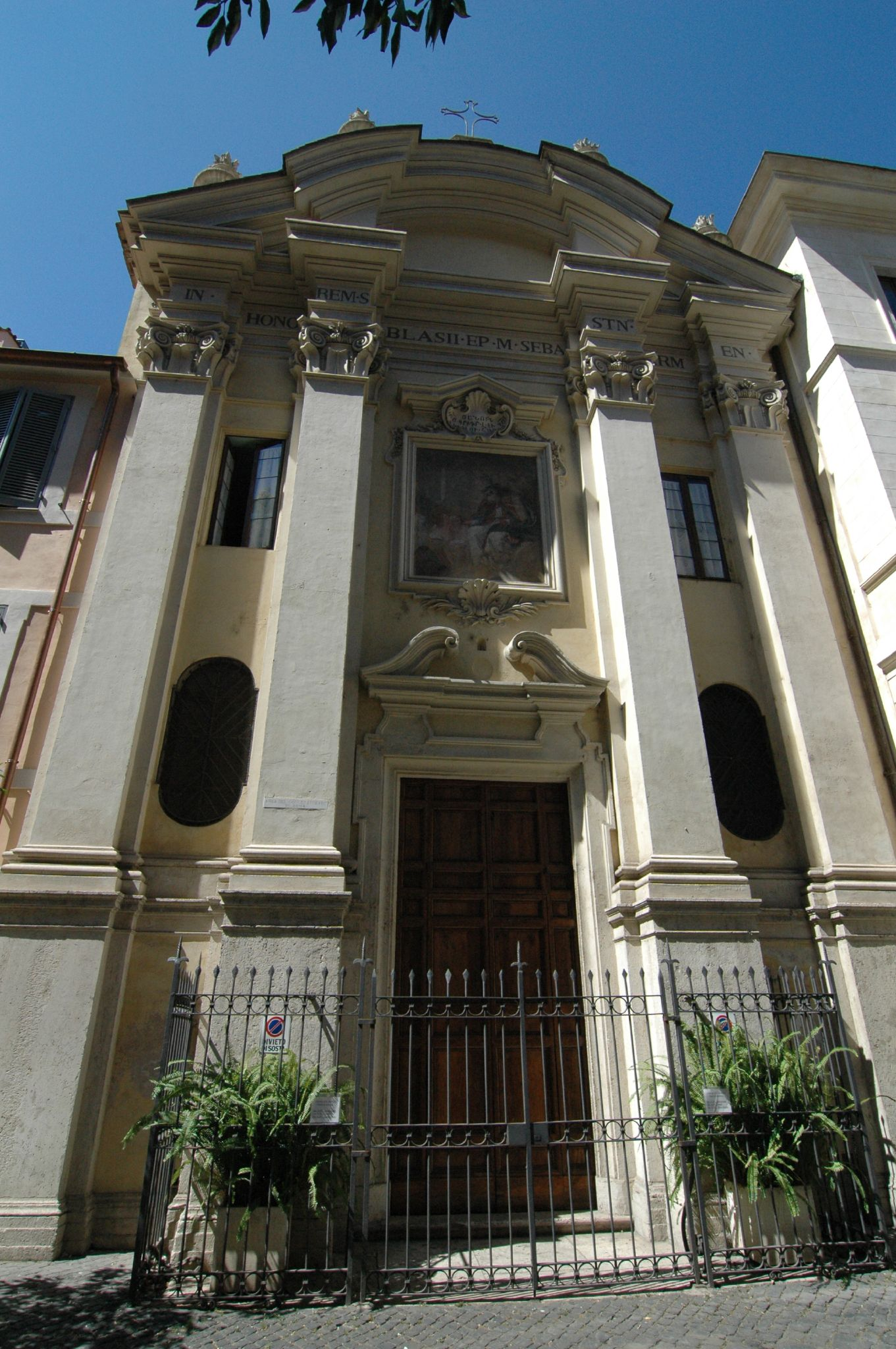
Die Fassade

San Biagio della Pagnotta, auch San Biagio degli Armeni, ist eine kleine Kirche in Rom. Sie entstammt dem 11. Jahrhundert und wurde in der ersten Hälfte des 16. Jahrhunderts äußerlich teilweise umgestaltet. Sie ist heute Kirche der römischen Gemeinde der Armenisch Apostolischen Kirche. 

## Lage und Namensgebung
Die Kirche liegt im V. römischen Rione Ponte, etwa 150 Meter südöstlich der Kirche San Giovanni dei Fiorentini. Ihren Beinamen verdankt sie kleinen Brötchen – ital.: «Pagnotta» –, die am Gedenktag des Patrons, am 3. Februar, geweiht und an Bedürftige verteilt wurden. Sie hat noch einen weiteren Beinamen, in canto secuto, im Mittelalter häufig in den verschiedensten, auch verschliffenen Formen – gasta secuto, monte secuto, cantu securo usw. -. Es ist nicht ganz geklärt, woher dieser Beiname stammt. Buchowiecki nimmt als am wahrscheinlichsten eine Herleitung von caput secutae an. Dieser Ausdruck stamme von den Geröllmassen, die der Tiber etwa in dieser Gegend, mehr als an anderen Stellen im Flussverlauf, hinterließ.

## Geschichte und Baugeschichte
Es ist nicht bekannt, wann ein erster Kirchenbau an dieser Stelle errichtet wurde. Über einen Neubau im Jahr 1072 gibt eine Inschrift Auskunft, die sich heute in der Vorhalle befindet. Erwähnt werden in dieser Inschrift Papst Alexander II. und ein Abt mit Namen Dominicus. Die Kirche und das dazugehörende Kloster wurden in den folgenden Jahrhunderten einige Male als Kommende vergeben und wieder eingezogen, auch an Kardinäle. Im 15. Jahrhundert wurde die Kehle des Patrons, die bislang in dieser Kirche als Reliquie verehrt wurde, auf Befehl Papst Eugens IV. in den Petersdom verbracht. Donato Bramante war im 16. Jahrhundert an Plänen beteiligt, die Kirche in den zu errichtenden Neubau des Palazzo dei Tribunali einzubeziehen. Die Pläne sind teilweise erhalten, sie befinden sich im Codex Coner, ein Exemplar davon liegt im Sir John Soane’s Museum in London. Bramante plante einen Grundriss nach Kreuzform und eine Kuppel über der Vierung. Zur Ausführung kam der Plan nie, auch der Palazzo wurde nur im untersten Stockwerk begonnen, die schweren Steinblöcke, die sich heute im die Kirche umgebenden Häuserblock befinden, sind die Überreste dieser Bauarbeiten. 1836 erfolgte die Übertragung an die armenische Gemeinde durch Papst Gregor XVI., im selben Jahr wurde die Kirche restauriert, ebenso letztmals 1933.

## Fassade

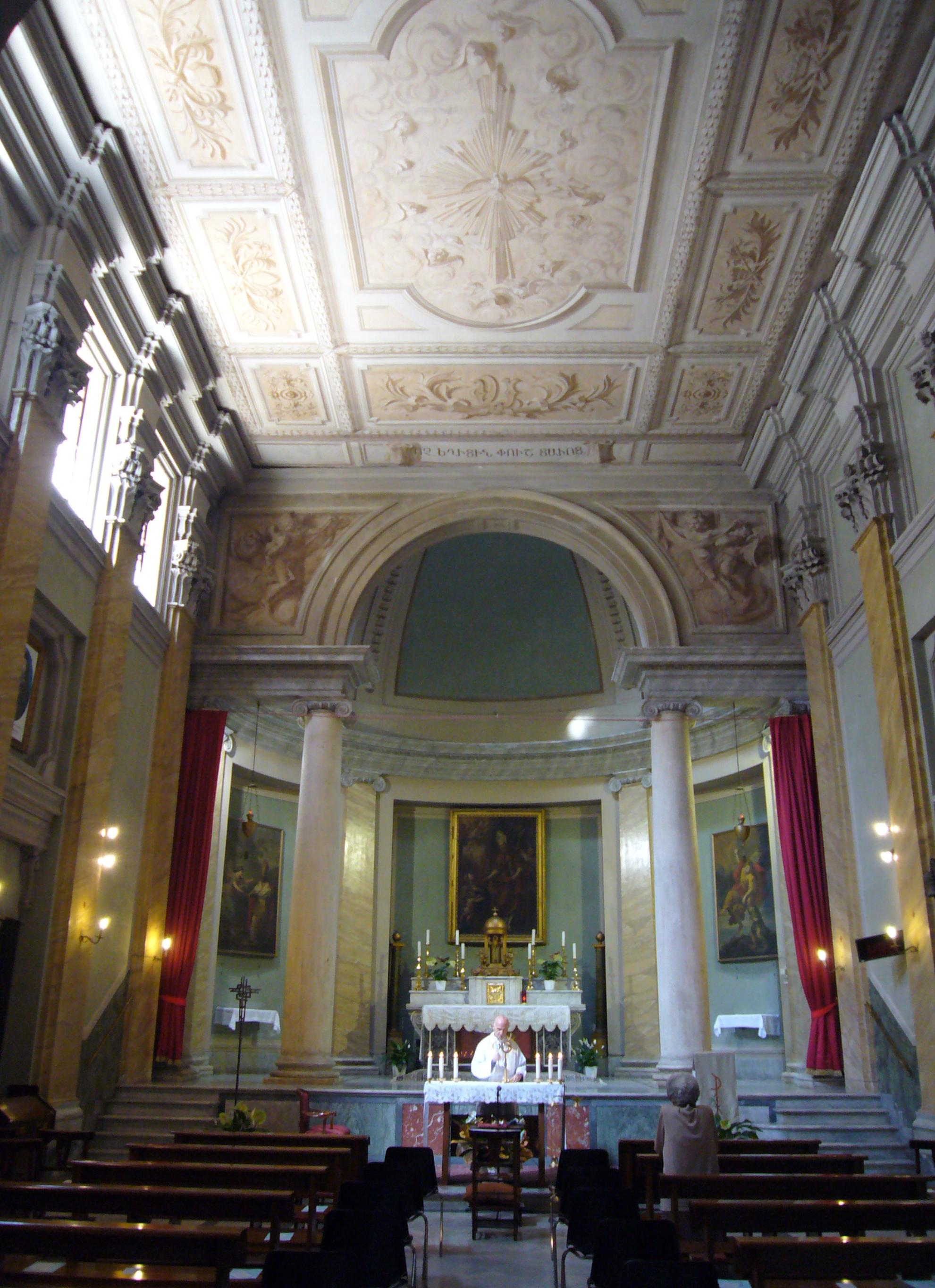
Blick durch das Langhaus zur erhöhten Apsis

Die Fassade, sie wirkt wegen der Nachbarbebauung ein wenig „eingeklemmt“, ist dreiachsig und eingeschossig. Die Wand wird von vier hochgesockelten, gestuft gestellten Pilastern mit Kapitellen der Kompositordnung gegliedert. Die Kapitelle tragen kleine Festons. Das eigentliche Portal wird von einem gesprengten Volutenbogen überfangen. Oberhalb dessen befindet sich ein gerahmtes Fresko, es stellt den Patron der Kirche dar. Zugeschrieben wird das Fresko Giovanni Antonio Versetti. Über dem kräftig verkröpften Gesims erhebt sich der ebenfalls verkröpfte Segmentgiebel der Mittelachse, bei den Seitenachsen als anfangender Dreiecksgiebel gestaltet. Vier Flammenvasen bekrönen die Fassade.

## Inneres und Ausstattung
Die Kirche ist heute ein einschiffiger Bau. Das Langhaus und die innere Portalseite werden von einer einjochigen Vorhalle getrennt. Die Apsis ist gegenüber dem Langhaus erhöht. Sie wird vom Langhaus durch zwei Säulen ionischer Ordnung abgetrennt, in dieser Ordnung sind auch die Pilaster der Apsiswölbung ausgeführt. Die beiden Säulen tragen den in der Mitte aufgebogenen Architrav. Die gestuften Pilaster des Langhauses selbst folgen der korinthischen Ordnung.
Die Kirche enthielt ein verloren gegangenes frühes Werk von Pietro da Cortona, es stellte einen Engel das Allerheiligste anbetend dar. Ebenso verloren sind die Fresken von Andrea Sacchi, sie befanden sich in der Apsiswölbung.
Das Gemälde über dem Hochaltar stellt den Kirchenpatron dar und stammt möglicherweise aus dem 18. Jahrhundert. Die beiden flankierenden Gemälde stellen links eine Vision des Hl. Blasius und rechts Tobias mit dem Engel dar.